# Fibricium
Fibricium is een geslacht van schimmels uit de orde Hymenochaetales. De typesoort is Fibricium greschikii. Deze soort is later hernoemd naar Fibricium rude.

## Soorten
Volgens Index Fungorum telt het geslacht zeven soorten (peildatum januari 2022):
| Soortnaam                  | Auteur(s)                              | Publicatiejaar |
| -------------------------- | -------------------------------------- | -------------- |
| Fibricium coriaceum        | Hjortstam & Ryvarden                   | 1980           |
| Fibricium gloeocystidiatum | Rajchenb.                              | 2002           |
| Fibricium lapponicum       | J. Erikss.                             | 1958           |
| Fibricium rude             | (P. Karst.) Jülich                     | 1974           |
| Fibricium subcarneum       | Y. Hayashi                             | 1974           |
| Fibricium subceraceum      | (Hallenb.) Bernicchia                  | 1986           |
| Fibricium subodoratum      | (P. Karst. ex Bourdot & Galzin) Spirin | 2020           |